# Meininger Verlag

Logo des Verlags

Der Meininger Verlag ist ein Druck- und Verlagshaus in Neustadt an der Weinstraße. Es ist auf Wein- und Getränkepublikationen spezialisiert.
Das Unternehmen wurde 1903 von Daniel Meininger gegründet und gilt als einer der ältesten deutschen Fachverlage. Die erste Fachzeitschrift des Verlages kam unter dem Titel „Das Weinblatt“, eine Wochenpublikation mit dem Untertitel „für den reellen Weinbau und Weinhandel“, heraus. Später ging die heutige Fachzeitschrift „Weinwirtschaft“ daraus hervor. 1929 initiierte der Verlagsleiter Daniel Meininger das Deutsche Weinlesefest und die Wahl der Deutschen Weinkönigin. Heute wird das Verlagshaus bereits in vierter Generation geleitet und hat sich vor allem auf Wein- und Getränkepublikationen für unterschiedliche Zielgruppen spezialisiert. Der Verlag steht für Print und Online sowie für zahlreiche Veranstaltungen wie internationale Wein- und Getränkewettbewerbe, Messen und Kongresse. 2014 veranstaltet er seinen ersten Craft Beer Award.
Im Verlagshaus erscheinen unter anderem die Special-Interest-Zeitschrift „Meiningers Weinwelt“, die Fachzeitschriften „Weinwirtschaft“ und „Getränke Zeitung“ sowie „Der Deutsche Weinbau“ als offizielles Organ des Deutschen Weinbauverbandes und „Meiningers Sommelier“, das offizielle Verbandsorgan der Sommelier-Union Deutschland. Julia Klöckner war von 2000 bis 2002 Redakteurin bei den Zeitschriften „Meiningers Weinwelt“ und „Meiningers Sommelier“. Seit Mai 2001 bis zu ihrem hauptberuflichen Engagement in der Politik fungierte sie als Chefredakteurin der Zeitschrift „Meiningers Sommelier“.

## Weblink
- Meininger Online..